# Helianthus subcanescens
Helianthus subcanescens là một loài thực vật có hoa trong họ Cúc. Loài này được (A.Gray) E.Watson mô tả khoa học đầu tiên năm 1929.